# Bakonybél
Bakonybél es un pueblo ubicado en el distrito de Zirc, en el condado de Veszprém, Hungría.

## Superficie
Posee una superficie de 24,36 kilómetros cuadrados.

## Demografía
Hasta 2019 la población era de 1203 habitantes, con una densidad de población de 49,38 habitantes por kilómetro cuadrado.